# 楊英風
楊英風（1926年1月17日—1997年10月21日），字呦呦，是臺灣宜蘭出生的雕塑家，:11一生創作2554件以上作品，以其創作晚期現代主義抽象組合造型、不銹鋼材質和中國式的藝術思維著稱。
青少年時期跟隨父母在北平經商，所以小學畢業後，楊英風也曾經到過北平讀書。1940年，開始對藝術充滿熱情，經常利用課餘時間到處寫生，師事郭柏川、淺井武和寒川典美。:393二戰後的1946年，輾轉又從日本回到北平，先就讀北平輔仁大學美術系，隔年回到臺灣與李定結婚並在蘭陽女中教授美術，後來到國立臺灣大學植物系擔任繪圖員。1948年，他在戰亂烽火聲中回到臺灣，就讀國立臺灣師範大學藝術系，此時深受渡海三家張大千、黃君璧、溥心畬影響，是他接收中國藝術精髓的近距離時期。以致後來我們總觀楊英風作品，才發現他早期的人文主義風格，以及後期中國形而上學兼容現代主義的抽象造型，成就了他作品「東西門」的風行於世。:50
戰後臺灣美術史上，楊英風延續雕塑先驅黃土水的寫實成就，是一個將近代雕塑與現代雕塑，由古典寫實帶進自然寫實的重要推手。同時，他也是將東方文化中，那種以「虛空間」為主體概念，融入西方造型之現代雕塑的先行者，進而成就了他做為臺灣第一個公共藝術的實踐者。
早在1970年代以前，楊英風率先提出景觀雕塑的概念，強調藝術與個人的關聯、互動，是臺灣文化藝術產業現代化的推動者。:154例如花蓮石雕產業的藝術化與現代化，正是楊英風對臺灣公共藝術最具體，也是最重大的貢獻之一；特別是在「公共藝術」與「環境藝術」如火如荼推演的當下，如果沒有楊英風開風氣在先，臺灣今天的公共藝術就不會有這麼光纖耀眼的「白鐵閃閃」，因為楊英風投身環境藝術數十載，也在世界各地創建出許多耀眼的公共藝術作品，其「發光發熱」的程度；以及他所倡導「大乘景觀」的思想，是以奠定了臺灣公共藝術創作的先河。:24

## 生平

### 童年與青年時期（1926-1948）
楊英風出生於日治臺灣臺北州宜蘭郡，他是台灣宜蘭當地望族之後、父親楊朝木（後改名楊朝華）、母親陳鴛鴦。祖籍福建。他排行老大，小名為「呦呦」。他的父母長期在北平經商，楊英風小學畢業之後，也前往北平讀書。:10

#### 少年北平時期
1940年，楊英風前往北平，日本對中國侵略戰爭已展開三年，北平很快落入日軍掌握手中，初到北平的楊英風，便在父母的安排下，進入當地的日語中學就讀；對當時同是受到日本統治的台灣而言，接受日語教育，應是一種自然且必要的安排而這樣的安排，事實上也是爲他日後的留日生涯預作準備。更何況當時的楊英風，完全不會北平話，要上一般的學校，也有實際的困難。
不過，進入日語中學就讀，對愛好藝術的楊英風而言，卻正好有著原本不在意料之中的收穫。原來，學校裹有一位精通油畫和素描的老師淺井武，還有一位教授西洋傳統寫實技法的雕塑老師寒川典美。:12
這兩位老師可以說是為楊英風踏人藝術專業之門，作了最好的啓蒙與引導的工作。而北平這個中國文明古都，也為楊英風打開了一座廣大的文化寶藏。這對日後楊英風作品有關鍵性的影響。
大量的創作和入選展覽的榮譽，使從商的父親倍感榮譽，但也警覺到兒子立志要當藝術家，尤其是雕塑家的危機。對那個時代的人而言，雕塑顯然是一種工匠的行業，未來的生活，將備極艱辛又沒保障。因此在鄉賢、也是旅居東京的實業家楊肇嘉先生的協助、建議下，父親決定送楊英風前往日本東京美術學校（今東京藝術大學）學習建築。至少建築任當時是一項較具社會地位，也和美術相關的行業。:20

#### 留學東京時期
1943年，初次報考，楊英風則不負期望地，便順利進入該校建築科就讀。建築科的老師，都是日本藝術界的一時之選，楊英風跟隨當時日本最重要的木構建築大師吉田五十八學習，眞正瞭解到東方建築結構的精神和原理。此外，也在系上開課的雕塑家朝倉文夫，則是法國知名雕塑大師羅丹的嫡傳弟子，爲原本就對雕塑具有極大興趣的楊英風，奠定了更為紮實、豐富的雕塑技巧與美學認知。:54
原本希望兒子不要沈迷到雕塑領域去，才把他送到東京美校建築科學習的楊父，沒想到東京建築科，反而又讓楊英風更進一步地投入雕塑的藝術天地之間。也因爲在這裏的學習，楊英風才眞正體會到雕塑之作為一門藝術的精神所在。這此訓練，在他日後的寫實人像雕塑中，都可以看到具體的成果。然而建築的訓練，也没有白費，楊英風日後雖然没有走上專業建築之路，但他的作品中，尤其是後來的景觀雕塑，始終充滿了建築的考量，及結構上的精湛思維，正是這個時期的學習經驗，帶給他的重大影響。
東京美校的學習之外，楊英風也利用暑假期間，返回北平，除了為父親的新新大戲院繪作舞台佈景，也和弟弟楊英欽（後改名為楊景天）一起報名參加京華美術學校西畫研究班的學習。在這裹的指導老師，正是同爲台灣人的留日油畫家郭柏川先生。:22
1945年，因日本在戰爭中敗退，日本遭到盟軍激烈轟炸，父母擔心楊英風的安危，催促他離開，楊英風並在1946年中斷了日本東京美術學校（今東京藝術大學）的學業，返回了北平。
1946年，他回到北平，就讀北平輔仁大學美術系。專習油畫。由於這個機緣，當戰後輔仁大學在台灣復校，楊英風才有機會以校友代表身分，前往梵蒂岡覲見教皇，並展開為期三年之久的義大利遊學生活。:209-210
事實上這一年也是楊英風留在北平的最後一年。隔年因為姨父（也是岳父）的病危，匆匆返回台灣，和表姊完婚，以報答姨父母的養育之恩。
離開北平前的最後一個暑假，他有機會前往山西大同雲岡石窟一遊。對這位長期學習西方寫實雕塑的年輕藝術家而言，這是一次極具震撼性的藝術之旅。站在雲岡大佛前，他驚懾於東方佛雕的莊嚴崇偉，也知覺到和西方雕塑強調動態完全不同的一種極靜、極簡的東方美學。這也是日後他始終對佛雕藝術念茲在茲，裂力從事，同時也對東方美學極力推崇的一個最初根源。:239
1947年回到台灣與表姐李定結婚，並在蘭陽女中教美術、後又到台北擔任台大植物系繪圖員。
1948年，他就讀國立臺灣師範大學藝術系，是他在動蕩不安的局勢中，所唸的第三所大學。他曾是張大千、溥心畬的學生。隔年他的長女出生，但父母與弟弟因政局之故留在大陸、三十多年之後才得相見。

### 師院時期（1948-1951）
1948年，楊英風考取國立台灣師範大學藝術系，在學習期間和知名國畫大師溥心畬有較多接觸，在楊英風留存的作品中，還有溥心畬親筆題字的畫稿。:12
在西畫的方面，雖然有台灣油畫家廖繼春的指導，他仍利用課餘時間，前往校外的李石樵自宅，參加「繪畫講習會」的學習。:147
在師院期間，楊英風的興趣極為廣泛，從油畫、水墨、版畫到雕塑，都留下了許多作品。由於雕塑需要較大的工作場所，學生宿舍八人一間的工作場所，顯然不足讓他盡情創作。
因此，他便大膽前去求見當時的院長劉真，說明自己的背景及展示他的作品，並提出期望。果然劉真院長就騰出一間教師宿舍提供楊英風從事創作。這間工作室因此成為了許多同學聚集論藝的地方，也有許多同學主動要求擔任楊英風的模特兒。
師院求學期間，楊英風以油畫、水墨、版畫到雕塑等作品多次入選「全省美展」和「台陽賞」。
1949年，楊英風進入師院的第二年，國民政府遷台，兩岸阻隔，楊英風與北平的父母及弟弟，完全失去聯繫，也中斷了最重要的經濟支援。1951年後，因岳父過世，家庭經濟重擔完全落入楊英風肩上，因經濟問題，他只得第三度從學校休學，輟學後楊英風仍專注於繪畫創作。:4

### 豐年時期（1951-1962）
1951年，正準備返鄉宜蘭的楊英風，此時巧遇同鄉前輩，也是台灣日治時期以來的知名水彩畫家藍蔭鼎。:12
藍蔭鼎當時正在美援機關的支持下，準備在「農復會」，準備創辦一份為農村發行的《豐年》雜誌，需要一位專職的美術編輯。 楊英風以他的繪畫及設計的傑出能力，順利取得這份待遇豐厚的工作，一待就是11年的期間。楊英風從一個自力求學的藝術青年，蛻變為台灣現代繪畫運動中，迭有突破與貢獻的重要藝術家。:130農復會的工作，對楊英風而言，其重要性，還不只在提供了他安定的創作環境與生活支持；更重要的是，這段時期，讓楊英風眞正的對台灣這塊士地，尤其是生長其中的農民生活和農村生態，有了深刻的接觸與瞭解。:115爲了工作上的需要，他盡了大批農村生活插圖，也創作了鄉士風味十足的趣味漫畫，如「竹桿七與矮咕八」、「闊嘴仔與阿花仔」等等。
更完成了數以千計的插畫，來協助農民瞭解有關農作、畜牧、衛生等等方面知識。他的作品，固定刊登在《豐年》雜誌上：而《豐年》的每期彩色封面，更成爲他作品最重要的展示台。
在豐年時期，是楊英風一系列農夫創作的高峰，如知名作品如 「驟雨」、「協力」、「農夫立像」、「無意」、「稚子之夢」等作品也是此時期誕生。
此時期代表作品「驟雨」，以短小健碩的身材，打破西方人物雕像頭身比例1:7或1:8的模式，呈顯了這個和土地、自然貼近的男子，在驟雨乍來的一剎那，順手提起身旁簑衣、迅速披戴上身的神情。手的力量和雙足穩踏地面的力量，使得人體成為連接天地的一個介面；肌膚、短褲和簑衣提供了不同的質感和表情，工具還放在腳逡，這是一個默默勞作、永不屈服的台灣農夫的美好形象。:19-21
1956年，楊英風開始了一系列的女體雕塑，這是以台灣第一位女性模特兒，也是後來成為知名舞蹈家的林絲緞題材。表現了女性陰柔、豐美的身體意象。
1959年，楊英風並不是一個熱衷組織的藝術家，但他的作品，早在1953-1955年前後，不論是雕塑或版畫，都已展現出追求形體簡化與抽象表現的造型傾向。所在同年「現代版畫會」成立時，楊英風受邀參與創會。:18當時的創會成員，還有陳庭詩、李錫奇、秦松、江漢東等人。這個畫會後來成爲影響台灣現代版畫會創作極為深遠的一個重要團體。
楊英風在1953-1955年間，即有雕塑「悵惘」一作，以一種拉長簡化的形式，表達了人在感官、慾望上的困擾。因此「離形去色」，使這個頭像幾乎只剩下一種若有似無的造型，這件作品後來即改名爲「六根清淨」。:59
在版畫方面，楊英風也有類似以菩薩頭像構成的「慈悲」（1955）之作。經過一段半抽象的造型時期，在一九五九年之後，完全進入抽象的風格。而這此抽象風格，背後的思維，仍是天人合一宇宙一體的東方思想。這在當時乃是極震前衛的作品。尤其一些利用甘蔗板作成的版畫，也是藝術家運用本土媒材的首例，影響了之後陳庭詩等人的創作。:65-67
1961年，楊英風仍假台北市南海路的國立歷史博物館，舉辦生本首次個展，同時展出雕塑與版畫作品，媒體及藝術界，均給予高度的評價。同年，他爲台北新公園完成銅雕「陳納德將軍像」，:181這在當時特殊的政治氣氛中，是一件重大的工作，揭幕當天，黨政軍要員均出席觀禮，場面至爲盛大。
同年，由於此時的楊英風已有許多公共藝術案的成功經驗，因此當台灣省教育廳要爲新完成的，由修澤蘭建築師設計的台中日月潭教師會館設置大浮雕時，這工作便又落到楊英風身上。
楊英風首次與修澤蘭合作，為了完成這件他創作以來，最大型的公共景觀雕塑，幾乎日以繼夜、不計成本的投人工作，繪製了無數草圖，也經歷了許多外行人批評的波折，包括對裸體人物的不能接受等等，最後總算完成了他知名的「自強不息」、「怡然自樂」、「日月光華」等群組浮雕壁畫，及水池上的「鳳凰噴泉」景觀雕塑。這年，他也榮獲中國文藝協會頒給的雕塑獎。
各種藝術工程的邀約更是不斷，包括台南延平郡王祠的「鄭成功坐像」、夏威夷中國領事館中山堂的「國父胸像」，以及碧潭法濟寺的「釋迦牟尼佛坐像暨千佛背景」等等。:92-94
備感工作壓力的楊英風，開始考慮結束《豐年》雜誌的美編工作，希望進入更為專業的創作生活。

### 遠赴羅馬探索現代藝術（1962-1966）
1962年，楊英風正式辭去《豐年》雜誌的美編工作，這個時期的台灣藝壇，「現代繪畫運動」的風潮已經達於高峰，:26「現代繪畫赴美展覽預展」在台北的國立歷史博物館盛大舉辦，楊英風也提供版畫作品參展。
同年，他結合一些美術界、建築界的朋友，發起成立「中華民國美術設計協會」，爲美術設計的學術化、現代化，作出先期性的貢獻，也爲正在興起的台灣工商業界儲備了設計人才庫。楊英風接受了許多公共景觀雕塑的委任創作，包括台中教師會館的「梅花鹿」、台中東勢大橋橋頭的「飛龍」、台北中國大飯店正廳浮雕「愉適之旅」和台北新中國飯店的「旅程」以及陽明山國防研究院外壁浮雕等等。也為電影金馬獎設計獎座、爲南港胡適公園雕塑「胡適之像」。:149
這段時期，也爲新竹法源寺創作了幾件大型佛像雕塑及壁畫，這個講寺後來也因爲此一因緣，以藝術特色而知名：日後更由楊英風出家的三女兒漢珩（釋寬謙），法號寬謙，在此住持，對台灣佛教藝術的研究、推動，產生重要的影響與貢獻。:277
1962年底，輔仁大學，這個由天生教支特設立的大學，校友會組團赴義大利梵蒂岡覲見教宗；楊英風以北夲校友身份，受邀代表，陪同于斌主教，於1964年3月，見到了教宗若望保祿大世，並獻呈一件題名「渴望」的銅雕作品，感謝教廷支持輔大在台復校。這趟旅程，也促成了楊英風此後三年的遊學生涯。:16此時楊英風全力投入創作與學習，一種有如大江潰堤般的熱情，完全表現在這個時期大量的銅雕創作及街頭速寫之中。
此時期的楊英風的雕塑創作，開始有了一些幅度較大的轉變。以往以泥塑實體爲主的人體或頭像造型，已經告一段落；現在他開始嘗試將中國書法的線條融入創作之中。如果說以往的雕塑是實體的、量體的，現在的雕塑，則是線性的、空間的。藉由線條遊走所結構出來的空間，是一種虛的空間，是可以穿透迴旋的空間。:32這種線性的雕塑，從一九六二年較接近物象的表現，如「梅花鹿」等，很快地就進入一種屬於意象的造型，如作品「噴泉」、「蓮」、「如意」等等。
停留義大利期間，這些創作更接近抽象，如「心造」、「雷吼」、「生命之能」等等。在相當的程度上，這此造型和他當時的版畫風格幾乎完全一致。
同時，楊英風也有一此和宗教相關的創作，有些仍維持著線性雕塑的造型，有些則加入複合媒材的手法。如一件「十字架」，表現耶穌受釘的悲憫與榮光，在一片帶著浮雕線條的平面背景上，懸掛了一組以類如枯枝搭架物十字造型，上頭隱約有著一具雙手撐開的乾枯人形。這件作品完成後。深受好評，媒體大幅報導。稱譽是本世紀基督教藝術的傑出創作。的確，長期以來的基督受難圖，都以具象的方式呈現，類似楊英風這種帶著意象的書法線條表現，在西方世界確是相當新穎的視覺經驗。:205
1964年，楊英風停留義大利，全力創作，很快地，就果積了足夠展出的作品。便在米蘭舉行旅義的第一次個展，展出版畫作品四十餘幅、雕塑十餘件。接著又在杜林城（Torino）、威尼斯、羅馬、西西里，以及比利時等地，密集個展，三年間，個展多達九次。
1965年，楊英風也藉著人在義大利之便，推動一些重要的「中國現代畫展」聯展，集合了台灣與留歐的華人現代畫家，展現華人在現代藝術創作上的成績與實力，成為當時最好的文化外交。:378
儘管已經是一位成熟且知名的藝術家，但爲了順利居留義大利，楊英風仍在1965年，申請進入義大利國立羅馬藝術學院雕塑系就讀；同時，也由當地藝術家裘波勒推薦，加入義大利銅幣徽章雕塑家協會，成爲會員，使他成爲台灣第一位銅章雕塑家。爲了對這種極爲專業的淺浮雕技術，有更深一層的認識與掌握，他甚至在1966年，正式進入義大利國立造幣雕刻專校研究。:22-37返台後，更在國立歷史博物館舉辦「義大利銅章雕刻展」，引進專業的銅章雕刻。
1966年，楊英風已經進備返台，此時，他獲得一項極大的榮譽，也就是義大利第一屆 「藝術及文化奥林匹克大會」頒給的油畫金章獎及雕塑銀章獎，也為他的義大利之旅劃下完美的句點。

### 大地山水，巧奪天工（1966-1977）
1966年中，剛返台的楊英風，放下行囊，便風塵僕僕地趕往花蓮。因爲在那裏，政府爲輔導退役的榮民就業，設立了一個大理石工廠。當楊英風還在義大利時，花蓮大理石工廠負責人，會前往義大利考察當地大理石產業的開發，並拜訪了楊英風，驚訝於楊氏對相關知識的豐富，特地邀請他擔任該廠的顧問。:140
楊英風認爲花蓮的大理石，擁有全世界少見的石材特質，極具開發的潛力，問題在如何加入優質的藝術創意，擺脫低價位的工藝產品格局。:227
首先，他利用這個工廠切割下來的石片廢料，創作了一座大門景觀雕塑「昇華」，寄寓著對這個本土文化產業脫胎換骨、由技入藝、昇華成功的期待。
這件「昇華」，高約九公尺，地就是三層樓的高度，十分壯偉，有一種向上飛騰放射的動態，楊英風利用大理石白、綠的色澤變化，堆疊、拼貼，形成一種偉、飛、堆的美學形式，這也正是楊英風對台灣石頭之美的一種發現與詮釋。
花蓮的大山大水，尤其太魯閣奇峻的景觀，在在激發了楊英風創作的熱忱和愛感，這個時期的「太魯閣山水系列」可以說是楊氏創作生涯中的一個重要階段。:12
長久以來，立體雕塑大都著重在人、動物等具象單一的個體之上，幾乎沒有人以山水爲對象，因此，楊英風的「太魯閣山水系列」可以說是雕塑山水的一個巨大突破與成就。而同樣的手法和意念，也轉換成雕塑作品「水袖」、「豐年」、「起飛」等等延伸的意象，使得國劇表演中演員甩動的水袖，和稻田成熟時迎風起伏的穗浪，都和天地生成的氣勢連結在一起。這是楊英風創作生涯中最值得重視的一個階段。
也就在這個時期，一位從事傳統佛雕工作的年輕人前來拜師，楊英風給予一些現代藝術觀念上的指引，同時也將這種猶如刀劈斧砍式的技法，展示給這位年輕人觀摩，這位年輕人就從這個意念、技法出發，成就了他日後知名的「太極系列」雕刻，這人就是 朱銘。
除了爲花蓮榮民大理石工廠設計大門景觀「昇華」，楊英風也運用大理石石材，爲花蓮航空站規劃大型浮雕「太空行」，及庭園「魯閣長春」與景觀雕塑「大鵬」等等。同時也爲新加坡首邦大廈庭園著手規劃景觀雕塑「飛躍」。

## 經歷

### 「鳳凰來儀」一個夢想的完成（1969-1970）
1969年，十月中旬的一天夜裏，楊英風在家中突然接到了當時擔任外交部長葉公超先生的一通電話，要求馬上見面。才知道政府爲了參與1970年3月在日本大阪舉辦的日本萬國博覽會，預計在知名建築大師貝聿銘設計的中華民國館前，設置一座景觀雕塑。:28、30-31幾經討論，這件艱難的任務，還是落在楊英風的身上。由於當時距離開幕，已經不到四個月的時間，楊英風擔心誤事，不敢答應，但在葉公超等人的堅持勸說下，只得承擔下來。
此後日以繼夜的工作，從草圖、修改、定稿，到施工；1970年3月14日，一座以鋼材塑成，外漆大紅顏色的 「鳳凰來儀」巨型景觀雕塑，終於順利豎立在中華民國館前，成爲世博會場中最耀眼的一座地標。鳳凰來儀為楊英風赢得了巨大的榮譽，也奠定了楊英風與貝聿銘多次的再合作。萬博會閉幕後，已故外交家葉公超等人曾計畫將它連同貝聿銘的中華民國館建築遷回陽明山保存，因經費問題未得到經濟部的支持而作罷。
其中包括1973年設置在美國紐約東方海運大廈前廣場的不銹鋼景觀雕塑「東西門」。1971年新加坡文華大酒店敦請楊英風爲他們進行整個室內的藝術設置，楊英風再度運用大理石材，設計完成了「朝元仙仗圖」、「文華六器」（文華六器於2019年燒毀，後2022年修復完成）:24-25等等一系列石雕系列，古典和現代並置，浪漫與尊貴並呈。
1974年他再度爲美國史波肯國際環境萬國博覽會中國館設計外壁浮雕「大地春回」，及內壁浮雕 「鳳凰屏」等。
儘管楊英風工作的邀約不斷，但這此工作並没有讓楊英風成爲一個藝術包商，楊英風仍在1975年，和李再鈐、陳庭詩、邱煥堂，及他的學生郭清治、朱銘等人成立「五行雕塑小集」，推動藝壇在現代雕塑上的認識與討論。
楊英風除了長期爲許多佛寺雕塑佛像，1977年，他也爲美國加州完成萬佛城的規劃設計，並擔任當地法界大學藝術學院院長。

### 雷射藝術的引進與推廣（1977-1981）
1977年，楊英風有機會前往日本京都觀賞一項正在發展的新科技「雷射藝術」，激發了楊英風將這種新科技結合景觀雕塑的想法。回國後，他便積極邀約一些熱心人士，包括文化、科學界的前輩如:陳奇祿、毛高文等，多次召開籌備會議；並於隔年（1978） 成立「中華民國雷射科藝推廣協會」，介紹推廣雷射科技在藝術上可能的運用及成效，舉辦講習會培養雷射藝術人才。
在80年代，慶齡工業發展基金會與國立台灣大學合設的慶齡工業研究中心，在台大機械系胡錦標教授的帶領下，成立了「非破壞檢測及力學實驗室」，楊奉琛也進入慶齡工業研究中心進行三年的雷射在科學與藝術上的應用研究，並與楊英風創作了一系列的雷射版畫，也為之後雷射與雕塑的光效結合，扎下了基礎。
同時，楊英風個人也成立 「大漢雷射科藝研究所」，實際進行雷射藝術的實驗與創作。1981年，楊英風利用雷射切割不鏽鋼，重做作品「生命之火」；這件作品的原稿設計於1969年，這是台灣首個使用自製的雷射切割機完成的第一件雷射雕塑作品。同年，他舉辦「雷射景觀大展」於台北太極、華明等藝廊。
同時，他也嘗試以雷射進行攝影創作，留下一批相當獨特的作品，其中「聖光」一作更成爲台灣郵政總局發行郵票的圖案。
1981年，「第一屆中華民國國際雷射景觀雕塑大展」於台北圓山飯店及圓山天文台盛大舉行，引發了更多人的注意與學習。
這種結合雷射與景觀雕塑的創作手法，後來成爲台灣許多大型活動的主要模式；而其首創，則是1990年，楊英風爲台北市觀光節元宵燈會創作主燈「飛龍在天」，在中正紀念堂廣場的展出。
除了對雷射科技的投入，不鏽鋼材質的創作也成爲楊英風1970年後期以來，主要的創作手法。
不鏽鋼明亮、反光的特性，是許多藝術家避之唯恐不及的媒材，楊英風投人其中，卻樂此不疲。許多藝術家認爲：不鏽鋼反光、反照的媒材特性，容易干擾雕塑體和環境的關係，楊英風卻認爲這此特質正好是雕塑與環境融合的最大挑戰與機會。

### 提出景觀雕塑(Lifescape Sculpture)概念
楊英風於80年代前後提出「景觀雕塑」(Lifescape Sculpture)的觀念，他在一篇題爲〈景觀雕塑之真義—從中國生活智慧看景觀雕塑〉的講稿中，明白說道：「英文的Landscape只限於一部份可見的風景或外觀，楊英風的『景 觀』卻意味著廣義的環境，即人類生活的空間，包括感官與思想可及的空間。
因此楊英風用Lifescape Sculpture 來稱呼「景觀雕塑」，正是強調它和生活全體的關係，也是結合了楊英風此前對生態、生命等創作主張的思維。
可以看出楊英風於70年代後期，以簡潔現代的不鏽鋼鏡面材質，融入觀者影像並借景於周圍環境；以單純有力的幾何造型，呈現佛教哲理與中國生態美學。體認到雕塑藝術的「景」是一個「外在的型」，必須與週遭的自然環境相應相融；而「觀」是人類的「內在的精神狀態」，人類倫理生活深受自然、宇宙的影響。

### 不鏽鋼景觀雕塑之創新 (1982-1997)
楊英風生命歷程中的最後二十年，是楊英風創作生涯最忙碌的一段時間，從各地的景觀雕塑工程，到海內外的密集展出、演講，楊英風成爲台灣現代雕塑界最具代表性的代言人，也是最具影響力的人物。
不過，在這種生命全盛的時期，一種回歸東方的思想也相對地目漸強烈。雖然在宗教上，楊英風始終有一種中西並融的世界觀，他會經是天主教大學傑出的校友，也代表學校覲見教宗，獻呈「渴望」並創作「耶穌受難圖」；但從文化的屬性言，楊英風到底還是在東方的宗教中獲得生命的慰籍。

#### 台灣首座私人美術館「楊英風美術館」(1983-至今)

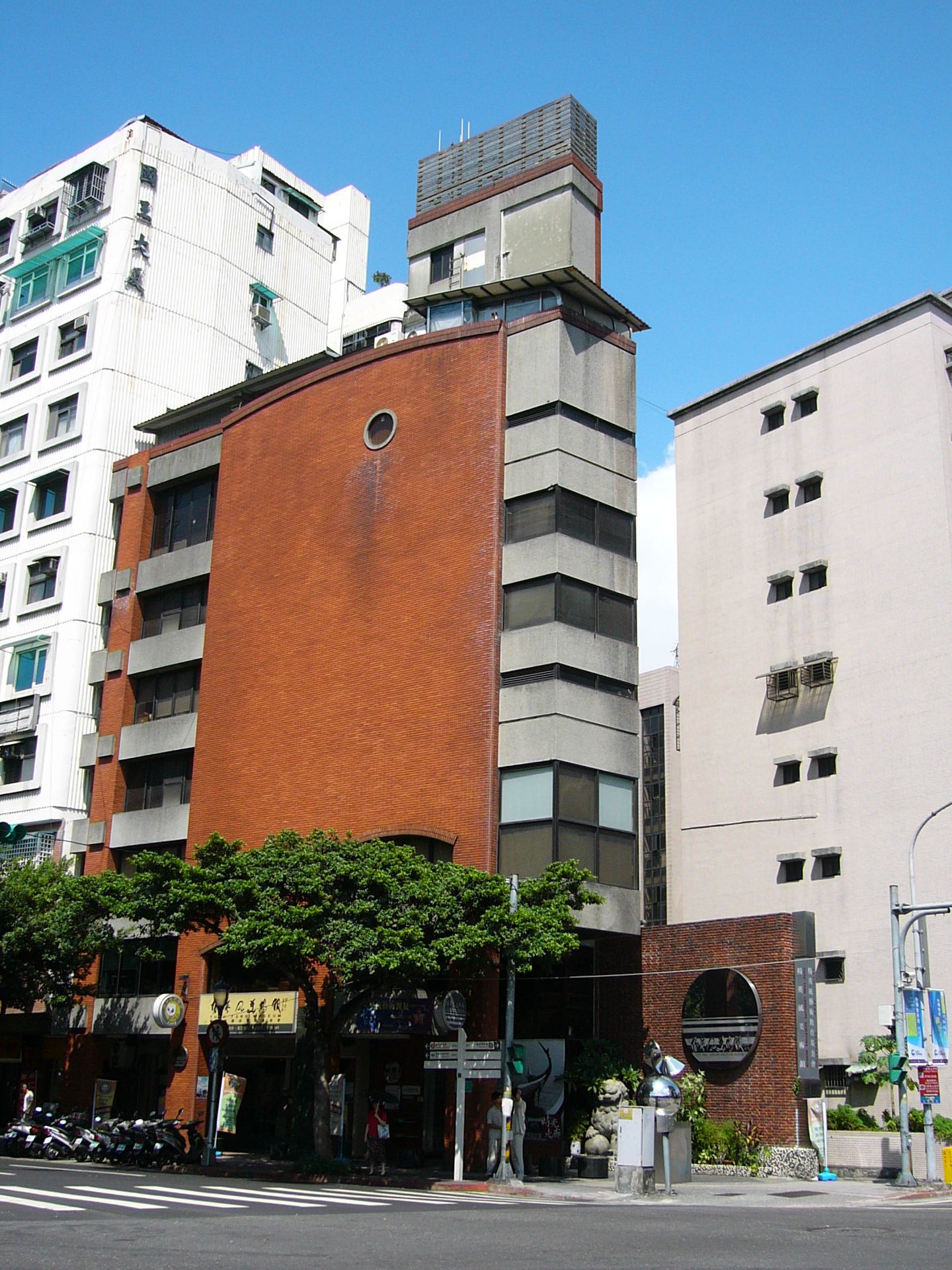
楊英風美術館

1983年，楊英風自宅因台北市重慶南路拓寬拆除重建，楊英風新建「台北靜觀樓」由楊英風事務所與廖慧明建築師事務所聯合設計，自1984年10月開始施工，至1986年2月完工。此案基地位於台北市重慶南路二段與南海路交叉口。1992年時，楊英風於此設立楊英風美術館（Yuyu Yang Museum），將一至三樓開放為展覽空間供社會大眾參觀，也是台灣首座私人美術館。靜觀樓上方為楊英風自宅及楊英風事務所，後期楊英風美術館開設餐廳「月牙泉」、「呦呦藝術咖啡」複合式營運美術館。並於1999年成立「呦呦藝術」將楊英風作品做成文創產品來實現楊英風藝術理念「藝術生活化、生活藝術化」。
楊英風美術館團隊於2012至2019年並於國立臺灣博物館南門園區開設「呦呦‧荷造場」藝文餐廳，園區內擺放楊英風作品「古木參天」整體由近千年的紅豆杉古木，以簡潔四刀切割成大小不一的五塊，毫不浪費古木之原始珍貴材料，高低錯落配置，展現氣勢磅礡的現代景觀雕塑。
1984年，台南市立文化中心委託楊英風接受當時的台南市長蘇南成先生委託，預定替當時新建的台南市立文化中心作整理規畫，設置於文化中心前水池中的〔繼往開來〕景觀雕塑與放置文化中心前庭大道左側，上面刻有市立文化中心的巨石即是楊英風規畫作品。另設置於文化中心正門前廣場上之〔分合隨緣〕景觀雕塑作品完成於1983年，原展於台北市立美術館前庭，後由台南市立文化中心收藏。
1986年，台北國家音樂廳 委託楊英風以作為音樂廳環境建置的美化主題沿取中國造型藝術的精華，分別為國家劇院及國家音樂廳內、外設計了一系列的景觀雕塑及景觀浮雕作品；其中音樂廳雙邊外側樓梯走廊的〔樂府春秋〕雕塑組設計，後改為完成〔中國歷代文物音樂大系〕作品。
同年，高雄小港機場委託楊英風景觀美化設計規劃，楊英風〔孺慕之球〕的構想分別於1981年台北市立美術館案及1983年新加坡皇家山公園空間科技美術中心規畫案中即已提出。在前兩案中，〔孺慕之球〕是一座「內部設一平台，供遊客佇立觀覽；有電梯及步行階梯供遊客上下」、「為一直徑35ｍ的球狀空間，整個球體乃由一高10公尺的正方形支柱支撐著，內部有雷射光藝與音響的綜合演出」的大型景觀雕塑建築，然前兩案皆因故未成。在此案中，楊英風原先亦規畫「球體高十八公尺、內部有扶梯可達平台、立台下方的基地可作為通路及販賣部用」，限於經費問題，最後是以12公尺高的雕塑搭配中國式庭園呈現在大眾眼前。
同年，楊英風的三女漢珩，在學佛多年後，正式在新竹法源寺出家，法號「釋寬謙」，斬斷親情，卻成爲楊英風生命對話最好的伙件。同年，終生扶持他的夫人李定逝世，楊英風的生命歷程面臨重大的轉折，藝術創作對他而言，不再只是一種事業上的成就，或興趣的投入，而是一種生命的圓滿與安頓。
1987年，日本茨城縣 筑波國際高爾夫球場(霞ヶ浦国際ゴルフコース)鄰近筑波城，有十八洞，佔地八十甲，是東京近郊最大的高爾夫球場。楊英風自述規畫之三、四年前到日本旅行，受此高爾夫球場主人劉界宙之託，偶然地運用當地盛產的天然石塊，安排設計幾處庭園景觀，球場的主人和日本當地的庭園師看了都很驚奇也很喜歡，便委託為筑波霞ヶ浦國際高爾夫球場作庭園設計。此案也是其一生將景觀雕塑的理想和美學環境配合發揮最得心應手的一次。
楊英風針對此規畫案，前後三次到日本親自設置雕塑作品，並分別在1992年與1995年特別以當地所產之數千噸巨石創作出〔兔起龍躍〕、〔天祿苑〕等庭園石景，另在湖畔設置十二件組件的〔茁生〕、以及其他〔茁壯〕、〔天地星緣〕及〔太極〕等四件大型景觀雕塑作品。楊英風隨後亦在球場另設置〔水袖〕景觀雕塑。
1988年，連瀛洲先生委託楊英風設計景觀雕塑，〔向前邁進〕此作品高8.5公尺，重9公噸，豎立於新加坡華聯銀行中心廣場。由華聯銀行集團主席連瀛洲先生自資邀請楊英風合力創作、提供構想，並於1988年8月8日新加坡華聯銀行開幕時，捐贈給新加坡政府。作品的造型為「S」型，似一九八六年創作的的〔龍躍〕，雕塑底下是新加坡的發展史。楊英風自述創作理念：「〔向前邁進〕鑄銅景觀雕塑設置於新加坡萊佛士華聯銀行地鐵總站廣場上，雕塑本身高達七‧五米。S形迴昇（亦即Singapor的縮寫），呈龍首昂藏般的躍騰，展現新加坡位踞亞洲四龍的精銳風貌，暢達清朗的造型，一如新加坡科技紀元的日新精神。擁繞著龍體的是新加坡發展史，描寫自先民篳路藍縷的拓墾開埠，到今日華廈連雲的繁榮盛況；高聳的華聯銀行大樓，矗立於龍的核心，象徵新加坡傲世的經濟起飛，巨龍的目光則如晨曦煦陽，沐照在這片充滿希望的海隅樂土之上。」
同年，美國加州萬佛城宣化上人來台弘法時，於環亞飯店委託楊英風設計規畫一系列新建工程。其後楊英風完成一系列配置圖，然此案最終未成。這是楊英風自1976年開始規畫萬佛城、為法界大學奔走成立藝術學院後，又一次替萬佛城作規畫。
1990年，由交通部觀光局在台北市中正紀念堂主辦的元宵燈會，是台灣首度舉辦的國際性觀光節活動。〔飛龍在天〕由中華航空公司出資，楊英風與其子楊奉琛以不銹鋼為材質的龍環繞星球作為主體，並佐以雷射光電來展現現代科技文明，並在巨型雕塑中放入1200盞40瓦燈炮的燈源，設計出長達31.5公尺的巨龍。楊奉琛運用不鏽鋼網與燈光的特性，使白天為昂揚的不銹鋼現代雕塑，夜間變成大型龍燈。一方面讓觀者清楚明瞭東方傳統精髓的象徵，另一方面亦讓觀者體會現代社會中龍所帶給我們的嶄新意念。
同年，楊英風受託為嘉義市天主教聖言會新建之天主堂進行內部裝修與雕塑作品設計，作品包括神壇、聖體壇、讀經檯、耶穌像及耶穌像的背景浮雕等。
楊英風於北京大學「中國東方文化國際研討會」發表〈中國生態美學的未來性〉；於中時晚報、民眾日報同年，連載〈生態美學語錄〉。
1991年，市銀總經理王紹慶熱愛藝術，具有豐富的藝術涵養與鑑賞力。鑑於台灣金融業已進入國際化，公營銀行也必須以顧客需求為導向，提昇高品質和廣泛的服務，建立前瞻性及國際化的經營理念。銀行將經營的宗旨與行動，以統一的商標、色彩、圖案、產銷服務態度等，傳達給社會大眾，也就是所謂的CIS。於是情商雕塑家楊英風複製〔鳯凰來儀〕，作為市銀企業象徵，除代表歡樂迎賓的意義，更提供台北市民一個休閒的生活空間，留下具體的文化資產。於是，〔鳯凰來儀〕再現於北市銀總行前廣場，同時成為市銀硬體及軟體的新形象。
台北市銀行今已改制為台北富邦銀行，廣場前的〔鳯凰來儀〕依舊佇立，然隨路旁行道樹的日趨壯大，〔鳯凰來儀〕的神采漸漸被掩蓋；2005年台北市立美術館舉辦《楊英風展》時，輿論曾提出遷移〔鳯凰來儀〕至館旁的雕塑公園安置的構想，希望讓鳳凰可以無拘無束地遨翔，但最後因故未能遷移成功。
1992年，楊英風為北京亞運會創作不銹鋼景觀雕塑〈鳳凌霄漢〉，永久陳列在北京國家奧林匹克體育中心。
同年，楊英風受全國飯店創辦人吳和田先生委託，為全國高爾夫球場(現全國花園鄉村俱樂部)設計規畫環境景觀，當時此球場已處於動工開發狀態。楊英風陪同吳董事長去現場參觀後，深深覺得球場的自然環境非常高雅、單純、穩重而美好，球場一望無際，氣勢宏偉。是我所見的球場中最自然、最無人工，完美的大環境。
深感其可塑性高，可運用自然的大環境和現代東方的造型藝術，強化天然的景觀。於是提出以石景、花木和雕塑強化美好的大環境，表達健康、單純、樸實的魏晉精神，將中華文化「天人合一」哲思發揮到極致。與吳董事長的理念正巧一致，可發揮性相形更高。這是一個難能可貴的因緣，希望在此將現代東方的造型藝術、環境美學，作很好的結合。提供未來在此運動的人，都能享受到東方現代景觀處理的特色。
全國高爾夫球場於1995年完工，除了戶外設置〔擎天門〕、〔正氣〕、〔造山運動〕、〔鬼斧神工〕、〔有容乃大〕等五件銅製景觀雕塑、〔和風〕、〔玄通太虛〕不銹鋼景觀雕塑以及室內〔祥龍獻瑞〕、〔宇宙音訊III〕......等等不銹鋼雕塑外，楊英風亦以千噸的花蓮綠色蛇紋岩，規畫球場的庭石景觀以及協助球場建築物的造型設計、水電、結構等施工事宜。
楊英風受高雄國際航空站委託規畫新國際航廈前廣場及出境大廳之景觀雕塑設置，當時楊英風即計畫以〔翔龍獻瑞〕、〔龍賦〕、〔水袖〕三件作品的造型涵意，呼應高雄新國際航廈未來發展之文化意義。楊英風歿後，此規畫案依據其當時所繪製的設計圖與模型，終於1998年完成〔翔龍獻瑞〕、〔龍賦〕的設置。原設置於機場出境大廳的［翔龍獻瑞］後已放到戶外走廊上。
1993年，行政院頒贈文化獎章，肯定其一生的文化成就。台中的台灣省立美術館也爲他舉辦「楊英風一甲子工作紀錄展」，呈顯一生創作的軌跡。同時，楊英風的大型回顧展，也在日本、香港、英國倫敦、美國加州柏克萊等地舉行。
1995年，適逢1996年為宜蘭開蘭兩百週年，及新縣政大樓落成啟用，當時任職宜蘭縣長的游錫堃，為感念先人篳路藍縷以啟山林之功，並揭示薪火相傳、再造別有天的理想，決定於新縣政大樓前廣場樹立紀念物。此項計畫始於1995年，楊英風以其國際級的地位及兼具宜蘭籍的身份，成為擔任此紀念物規畫設計工作的最理想人選。
楊英風於1995年11月間接受宜蘭縣政府的委託，雙方幾經研議，決議以宜蘭特有的霧檜、扁柏、石頭等質材，將歷史省思、土地認同、族群和諧、人民參與、更新再造等五個原則融入其中，作為整體設計的主要精神。此規畫案至1997年結束，共計完成「宜蘭紀念物」：〔協力擎天〕（完成於1996年10月）及木造扇形平台、〔日月光華〕不銹鋼景觀雕塑，以及〔龜蛇把海口〕銅製景觀雕塑，並另於縣政大樓內設置〔縱橫開展〕原木景觀雕塑。其中，中央廣場的《協力擎天》是最引人注目的，由三根巨大的檜木組成，它代表了合作和重生的象徵。在1996年10月13日，楊英風邀請了宜蘭縣的九百位民眾，用他們的力量將這三棵完全未經雕琢的巨大檜木豎立起來，象徵著共同合作和靈根再植的含義。此外，旁邊還佈置了二十棵枯木，形成了一種森林的意象，透過眾人共同創作，實現了楊英風的公共藝術理念。這些作品是楊英風對故鄉最後的獻禮，也成為生命中最後一組巨型遺作。
1996年，楊英風為國立交通大學百年校慶創作了〔緣慧潤生〕，開啟了與交大之緣份。交大光復校區內散佈14件由知名藝術家楊英風所創作的景觀雕塑，當中還有三件大型雕塑，分別是緣慧潤生、正氣、明月、海鷗、翔龍獻瑞、水袖、茁生、風調雨順、龍賦、鳳凌霄漢、南山晨曦、龍嘯太虛、夢之塔。而第十四件鳳凰來儀同為楊英風先生的作品，放至於浩然圖書中心二樓之大門口。
同年，台北仁愛扶輪社創社十週年時，由仕招社會福利基金會贊助設置［水袖］於台北車站前。［水袖］景觀雕塑以京劇的水袖舞動為題、山水的氣勢為型。放射性的線條，是舞動中的寬袖皺褶，也是京劇水袖中的雲水紋。從各面，見水袖舞動有完全不同的意境，自信而豪邁，象徵著車站往來的人群與車行各有前往的目標，並且胸懷自信，襟廓宏觀，朝著真善美的理想努力前進。
1997年，苗栗縣政府委託楊英風於新設置新東大橋橋頭設置景觀雕塑，為審慎考量表現區域文化之現代化，特於現場觀察環境地形後，設計配合新東大橋之宏偉氣勢並結合文化意涵的景觀作品〔日昇〕、〔月恆〕以及〔有容乃大〕，安置於新東大橋橋頭兩側，一方面強化環境的宏觀氣度；同時以藝術品作為大橋之地標，彰顯區域文化高雅的境界。經苗栗縣政府審核後，決議採用〔有容乃大〕作為新東大橋橋頭藝術品。
1997年8月，日本箱根雕刻之森美術館舉辦「楊英風大乘景觀雕塑展」，他爲此風塵僕僕、精神奕奕地參與各項籌劃工作，其實這個時候，他已經深受皮膚病所苦。當展覽開幕，他已因體弱而無法親自出席盛會。在一度住院治療後，他返回新竹法源寺靜心休養。
1997年10月21日，在一片梵唱樂聲中安然病逝，結束他豐豐富富的72歲生命。

### 楊英風藝術研究中心(1999-至今)
1999年5月，交大與楊英風藝術教育基金會，共同成立了「楊英風藝術研究中心」（原隸屬於交大圖書館，以下簡稱中心），希望透過楊英風個人思想及作品的研究，帶動美學藝術的提升並創造台灣藝術的獨特價值。2011年由中心所規劃 執行之《楊英風全集》全三十卷出版完成，將大師一生之藝術精華完整重現。

### 創作路程
1951年，楊英風承受經濟壓力，只得從師大美術系輟學，並受到藍蔭鼎邀請開始在《豐年雜誌》擔任美術編輯，然而他在創作上仍相當勤勞；在11年的編輯工作中，他留下了大量的鄉土版畫和漫畫。:147
1953年他得到了第一個美術獎，也就是臺陽美術協會第16屆台陽美術展覽會的「台陽賞」，作品是雕塑「驟雨」，為一位站在泥土地上的農夫正忙著將簑衣披上肩膀的姿態。:21
1954年「藍星詩社」成立時，即由楊英風為其設計徽章。一九五八年，楊英風也為其設計〔藍星詩獎〕獎座。楊英風以流暢迴盪的線條造型，巧妙地將「藍星」與「寫作之手」的象徵意象結合在一起，在具象與抽象之間構成一幅富於詩意的幻想圖案。
1956年他第一次參加國際展覽「聖保羅雙年展」，作品是佛像雕塑「仰之彌高」。1961年他舉辦了第一次個展。
1962年，楊英風辭去了美術編輯，開始專心的經營雕塑創作，當年與修澤蘭共同設計的台中教師會館（今興大附農實習旅館）落成。此時他在五月畫會中也相當活躍，不僅在聯展中擔任重要角色，也帶領組織年輕畫家進入國際舞台，這一年他獲得了香港國際藝術沙龍展銀獎。隔年，他開始大膽的採用不銹鋼材質創作，並旅居義大利三年，在歐洲籌辦了許多引介中國現代藝術的展覽。回國之後，楊英風到花蓮開始了石雕山水系列的創作，並在1970年代開始為許多飯店、主題公園、大型建築等設計了許多現代雕塑作品。:99-103

### 壯年
1970年3月14日，楊英風最重要的作品之一「鳳凰來儀」（英語：Advent of the Phoenix）在日本萬國博覽會中國（中華民國）館展出，當時設計中國館的建築師是貝聿銘。「鳳凰來儀」高7公尺、寬9公尺、使用抽象的曲線型塑造出鳳凰扭頭的姿態。這件作品今日有一件較小的複製品，放在台北市中山北路二段上的台北銀行總行（今「台北富邦銀行中山大樓」）前面。
1973年，楊英風的第二件重要作品「東西門」（QE門，Q表圓，E表方，也有紀念董浩雲那艘伊麗莎白皇后號之意）被放置在紐約市曼哈頓的華爾街上，簡潔的方型挖出一個正圓形，正圓形則有如鏡子一般斜置在方型前端具有東方以空為境的哲學美感。:269
1975年，以藤竹為材料，為雲門舞集舞作《白蛇傳》塑出充滿現代感與象徵意味的雕塑與道具，成為當代台灣舞台設計的典範。然而雕塑布景「蛇窩」以及許仙、白娘娘房中戲的竹簾原作不幸於2008年雲門八里排練場大火中焚毀。雲門舞集於2010年依舊照片製作現存蛇窩與竹簾。
1980年代，是楊英風相當忙碌的時期，除了舉辦現代雕塑聯展，他也大力推動台灣建築設計與景觀設計的各種學術研究，並創作了許多商業建築景觀的設計與雕塑。比較特別的是，他同時也替台灣許多獎項設計獎座。如1989年設計「國家品質獎」的獎座，這一年，他另一件呼應「有鳳來儀」的作品「小鳳翔」，獲得台北市立美術館典藏。
1990年代，他獲得了第二屆「世界和平文化藝術大獎」。並參加了許多國際展覽，如1990年與朱銘在新加坡的「海外作品回顧展」、1993年美國邁阿密藝術博覽會和日本橫濱的「國際現代美術展」、法國巴黎的「國際現代藝術展」。然而楊英風的身體健康日漸轉壞。1990年，他曾在北京罹患肺炎。1997年10月21日，他在日本箱根的雕刻之森美術館個展辦完後，他因肺水腫及腎功能衰竭引發敗血症，晚間七時五十分病逝於其三女釋寬謙住持的新竹法源寺，享年72歲。楊英風遺體火化後，骨灰安厝在法源講寺華藏寶塔。

## 代表作品
「鳳凰來儀」（英語：Advent of the Phoenix）為楊英風應葉公超先生的委託為1970年 日本萬國博覽會 中華民國館的景觀美化而創製。高七公尺、寬九公尺、以鋼鐵為材料塗以五彩為底、大紅為主色彩的鳳凰，為求與時代性符合，在製作中照例使用了現代機械線條，但是在焊接時楊英風要工作人員所留下的痕跡不必平直光滑，要求其自然、自由，使得冷冰冰的幾何圖形變得柔和，增加了近代西洋雕塑中少有的人間性和溫暖感。完成後的大紅色鳳凰不但把中國館隔壁的韓國館黑沉沉的氣焰（韓國館外有十三根碩大高聳的黑煙囪）壓下去，而且還利用了黑色做襯底，更加可以表現出中國館的雍容古雅富有深度的含蓄美，是件相當成功的作品。:48-59
國立交通大學校園景觀規劃中規劃了楊英風的13件作品，放置於校園內；若再加上國立交通大學圖書館館內的《鳳凰來儀》，則共有14件作品在交大，但僅《緣慧潤生》為正品。2000年楊英風藝術教育基金會和國立交通大學一同成立「楊英風藝術研究中心」後，其他作品才陸陸續續出現在交大光復校區校園內，雖標示為原版，據悉應為複製品。
天主教輔仁大學有13件楊英風作品，多為羅馬教廷展期結束後，所送至輔大典藏之作品。而其中《正氣》、《明月》及《地球村》三件正版且為得意之作，依照楊英風的遺願於2003年捐贈給母校輔仁大學。
此外《精誠》則位於台灣科技大學校園內，《鳳凌霄漢》、《鳳凰來儀》及《有容乃大》則位於亞洲大學校園內。此外，楊英風也參與了臺科大整體景觀設計、設計臺科大校門等。

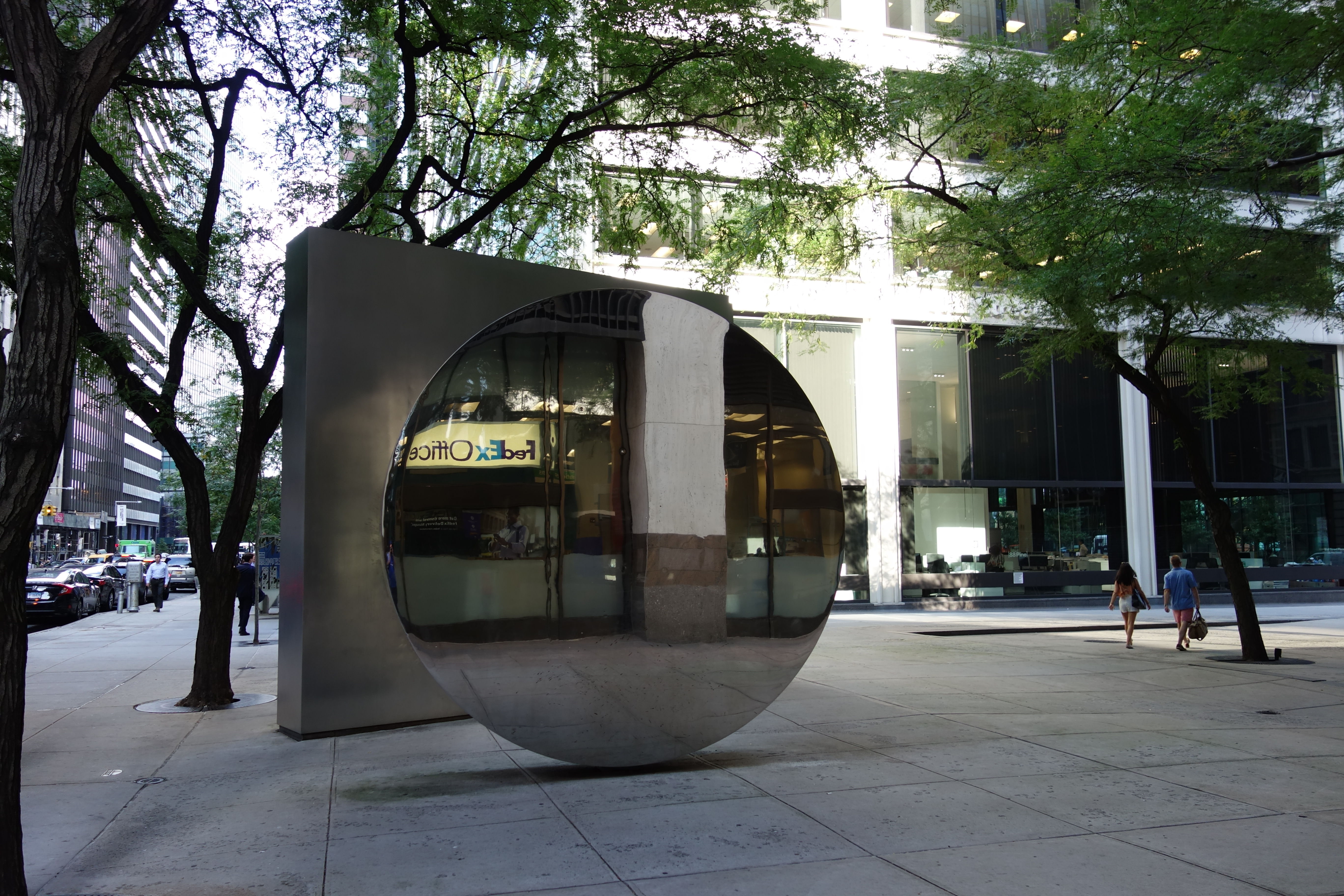
東西門（位於紐約）

## 家庭

### 兄弟
楊英風二弟楊景天（本名楊英欽）、三弟楊英鏢都是畫家，四弟陳英哲是《工藝月刊》的創辦人，致力於工藝創作與教學。

### 子女
- 兒子楊奉琛［1955-2015.04.06］、李奉璋
- 女兒李明焄［1949-］、楊美惠［1998年8月病逝］、楊漢珩［1956-/1986出家］（釋寬謙）、楊珮葦[39]

長子楊奉琛也是台灣知名雕刻家，曾任楊英風美術館館長。三女釋寬謙則致力於推廣佛教藝術。

## 弟子
- 朱銘
- 鄧廉懷
- 張敬

## 著作
《楊英風全集》共三十卷，國立交通大學楊英風藝術研究中心、楊英風藝術教育基金會主編，藝術家出版社發行，2011年10月27日面世。

## 外部連結
- 楊英風藝術教育基金會 （页面存档备份，存于）
- 數位典藏與數位學習國家型科技計畫 楊英風的畫作相關典藏 （页面存档备份，存于）
- 國立交通大學楊英風數位美術館 （页面存档备份，存于）
- 亞洲藝術中心楊英風的介紹 （页面存档备份，存于）